# 마야 카린
마야 카린(말레이어: Maya Karin, 1979년 10월 29일 ~ )은 말레이시아의 가수, 배우다. 독일 바이에른주 바이로이트에서 독일인 아버지와 인도-중국계 말레이시아인 어머니 사이에서 태어났다.

## 어린 시절
마야는 1979년 10월 29일 독일 바이로이트에서 태어났다. 인도네시아 아체 출신의 어머니가 독일 출신인 Gottfried Roelcke와 결혼하여 어머니가 일정 기간 동안 아버지를 따르게 되었고, 그 당시 독일에 정착할 기간이 있었고 그 후 가족은 인도네시아에 얼마 동안 거주하고 있었다.
독일-말레이-중국-인도-아체 혼혈이며 독일어에도 능통하다.
마야는 장남이자 두 명의 자매가 있다. 즉, Armin이라는 남동생과 Irina라는 여동생과 인생의 시작에서 장군을 포함한 사회의 일반 지식으로 알려진 마야는 이미 그녀와 함께 자랐다. 그녀와 그녀의 가족이 인도네시아에 살고 그가 17세가 될 때까지 그와 그의 가족이 말레이시아로 돌아가기 전까지 그곳에서 살았다.
그는 인도네시아에서 청소년기 동안 모델과 연극 연기에 참여했다. 그는 Limkokwing University of Creative Technology에서 미디어 및 마케팅 분야에서 마지막 교육을 받았다.

## 연기 경력

### 1999–2004: 초기 경력 및Pontianak Harum Sundal Malam
Maya Karin은 1999년 Sean Connery와 Catherine Zeta-Jones가 출연한 할리우드 영화 Entrapment를 통해 연기 경력을 시작했으며 이 영화에서 캐릭터를 게스트로 맡았다. 이후 영국 연극배우로 활약했다.
2000년, 당시 21세였던 그는 자신의 주류 경력을 시작한 TV3의 라이프스타일 엔터테인먼트 쇼인 Wavelength의 TV 쇼 진행자 역할을 맡았다. 그는 1년 이내에 영화 출연 제안을 받기 시작했고 곧 첫 번째 영화인 Aziz M. Osman이 감독한 Seri Dewi Malam에서 역할을 맡게 되었다. 혼수상태에 빠진 아내라는 캐릭터로 인해 제한된 기간 동안 많은 연기력을 보여주지 못하던 마야는 엉뚱한 연기로 비판을 받기도 했다. 같은 해 그녀는 두 번째 영화 노 문제에서 시골 마을에 사는 소녀의 역할을 맡았다. 지역 연예계(여성 잡지의 진행, 연기 및 표지 아트)에서 중요한 역할을 수행하여 2001년 데일리 뉴스 인기 스타 어워드 및 엔터테인먼트 미디어 어워드에서 신인기 아티스트상을 수상했다. 2003년 그녀는 조수로 활동했다. 영화 Mr.에서의 역할 주연 배우 Yusry KRU와 Erra Fazira가 있는 Cinderella 2. 이 영화는 상업적인 성공을 거두었고 Maya는 유망한 재능과 연기 경력을 보여주기 시작했다.
2004년, Maya는 감독 Shuhaimi Baba로부터 영화 Pontianak Harum Sundal Malam의 주연을 제안받았다. 이 영화는 비평가들의 찬사를 받았고 상업적으로 성공한 히트작이었다. 프리마 돈나(Meriam), 순진한 소녀(Maria), 밴시(Pontianak)로 마야의 탁월하고 드라마틱한 변신 이 영화로 그녀는 일본 후쿠오카에서 열린 2004년 제49회 아시아 태평양 영화제에서 여우주연상을 비롯한 국제적 인지도를 얻었다. Maya는 축제에서 상을 수상한 두 명의 말레이시아 배우 중 한 명이다. 2005년 Maya는 후속편 Pontianak Harum Sundal Malam II에서 그녀의 역할을 재개했으며 스페인 말라가에서 열린 2005년 에스테포나 판타지 및 테러 영화제에서 남우주연상(남성/여성)을 수상하여 비평가들의 찬사를 받았다. 영화와 그녀의 연기가 비평과 상업적 성공을 거둔 후 Maya는 2005년 베리타 하리안 인기 스타 어워드에서 인기 여성 영화 배우상을 수상했다.

### 2005–2010:Duyung, Teater Natrah danPisau Cukur
그녀의 성장하는 영화 경력에도 불구하고 Maya는 텔레비전에 계속 참여했으며 2004년에 그녀는 Channel [V] International의 초대를 받아 Smash Hit, Juice 및 Remote Control 부문의 VJ 팀에 합류했다. 2006년 그녀는 2006년 스타 버즈 에디터스 초이스 어워드에서 베스트 VJ로 선정되었으며, 그녀를 호스트로 출연시킨 또 다른 쇼는 2004년 아스트로 리아 채널의 여왕의 날 결혼식 프로그램이었다. 그리고 2005년 TV3의 여행 프로그램 Beauty Secrets From The East(말레이어: Rahsia Kecantikan dari Timur).
2007년 Maya는 Pesona Pictures Waris Jari Hantu와 1957: Hati Malaya(Shuhaimi Baba 감독) 및 Tayangan Unggul Anak Halal(Osman Ali 감독)에서 다양한 주연을 맡았고 다양한 상을 수상했다. Maya는 Anak Halal에서 말괄량이 소녀 역할로 2008년 제21회 말레이시아 영화제에서 여우주연상과 말레이시아 오스카상을 수상했다.
드라마 중심의 영화에 출연한 지 몇 년 후, Maya는 무대를 깨는 영화에서 다양한 코미디 캐릭터를 주연으로 출연하여 다재다능한 재능을 보여주었다. 블록버스터 영화 인어(Mermaid)로 시작되었다. 교수의 지시. KRU 스튜디오에서 출판한 Abdul Razak Mohaideen 교수는 2008년에 개봉하여 인어라는 타이틀 역할을 맡았다. 이 영화에서 마야는 시파단 섬의 외해에서 자신의 수중 장면을 연기한 것으로 유명하다. 같은 해, 그녀는 지난 2년 동안의 대중적인 인기에 이어 2008년 베리타 하리안 인기 스타 어워드에서 인기 여자 영화 배우상을 수상했으며, 2008년에도 Azhar Ruddin Punggok Rindukan Bulan 감독의 영화에 Sahrolnizam과 함께 주연을 맡았다.
마야는 노래와 비디오를 통해 말레이시아 국가의 문화와 아이디어의 다양성을 축하하는 것을 목표로 하는 MAFU(Malaysian Artistes For Unity) Pete Teo의 지휘 아래 성공적인 음악 프로젝트를 수행한 120명의 인기 있는 유명인 중 한 명이다. 관련된 유명인으로는 Afdlin Shauki, Awie, Ning Baizura, Jason Lo, Sharifah Amani, Adibah Noor 등이 있다. 2009년에 그는 Bernard Chauly가 감독한 영화 Razor Blades에 Fazura와 Aaron Aziz가 함께 출연했다. 대부업체에 대한 코미디 영화 그녀는 인어에서 그녀의 역할보다 더 많은 코미디 장면에서 행동했다.
2009년 12월, Maya는 Natrah 극장 무대에서 Bertha Hertogh(Natrah)라는 네덜란드 여성의 역할을 맡았다. 12월 10일부터 13일까지 Istana Budaya의 Panggung Sari에서 열린 Erma Fatima 감독, 1950년대에 한때 유혈 폭동을 일으켰던 Natrah라는 여성의 가슴 아픈 비극을 탐구하는 극장 Mansor Adabi 역의 Remy Ishak, Umie Aida(Che Aminah), Sofia Jane(Natrah 70세), Samantha Schubert(Adeline), 극장은 상업적이고 비판적인 성공을 거두었으며 참석한 청중들로부터 호평을 받았다. 심지어 티켓도 매진됐다. 2010년, Maya는 Edry KRU의 판타지 영화 Magika에 출연했으며 Osman Ali Cun이 감독한 로맨틱 코미디 영화에서 시골 마을의 남자와 사랑에 빠진 엔터테인먼트 쇼 진행자로 주연을 맡았다. 레미 아이삭과 함께했다. 이 영화는 아낙 할랄에 이어 오스만 감독의 마야의 두 번째 영화다.

### 2011 – 현재: 경력 도전 및 후속 성공
2011년 11월 Maya는 Osman Ali가 감독한 Ombak Rindu 영화에서 삶과 사랑으로 고군분투하는 시골 마을의 젊은 여성으로 연기하여 팬들과 영화 관객들을 놀라게 했다. Fauziah Ashari의 2002년 동명 소설을 각색한 것이다. 이 영화는 2012년 스크린 어워드(2012 Screen Awards)와 2013년 제25회 말레이시아 영화제에서 여우주연상을 수상했으며 2011년 베리타 하리안(Berita Harian) 인기 스타 어워드(Berita Harian Popular Star Awards)에서 세 번째 인기 여성 영화 배우상을 수상하는 등 그녀의 가장 큰 상업적 성공을 거두었다. 이 영화는 1090만 관객 동원수를 돌파했을 뿐만 아니라 그동안 뻣뻣하다는 마야의 연기에 대한 큰 비판을 은폐하는 데 성공했다.
그 후, 마야는 1985년 Ahadiat Akashah의 동명 소설을 각색한 첫 번째 영화의 연속인 Legend of the Demon Boy 2: Katerina에서 이전에 한 번도 해보지 못한 두 가지 역할을 맡았다. 카테리나의 캐릭터, 카샤 역의 파리드 카밀(Farid Kamil)과 협력. 2013년 11월 6일부터 18일까지 Maya는 Istana Budaya에서 열린 축구 국가대표팀의 전설 Mokhtar Dahari, Supermokh A Musical을 위한 특별 수상 극장 공연의 캐스트의 일부였다. 1년 후, 그는 영화 Sejoli: Misi Cantas Cinta에 출연했으며, 다른 주연 배우들과 연기를 했음에도 불구하고 두각을 나타냈다. 두 번째 영화에서 진정한 사랑을 찾는 소녀의 순수한 간지럼 연기로 그녀는 2014년 Lawak Warna Awards에서 코미디 역할상 여우주연상을 수상했다. 2015년 Maya는 Jwanita라는 두 편의 영화에 출연했다. 및 메모, 현지 영화 제작자와 일본 제작진이 공동으로 감독 및 제작한 두 번째 영화로.
현재까지 Maya는 현지 영화 산업에서 가장 성공적인 공포 역할 연기를 한 여배우로 인정받고 있으며 그녀의 팬과 현지 영화 관객들에게 banshee, 인어 및 Izzah(Ombak Rindu에서 그녀의 역할)로 자주 인용된다. 각각의 영화에서 지속적인 연기를 보여준다. 제28회 말레이시아 영화제에서, 마야는 28회째를 맞이하는 영화제에서 다시 한 번 여우주연상 경쟁을 하고 있다. Maya는 Jwanita와 Nota의 두 영화에서 후보로 지명되었다. 그는 Lisa Surihani, Nadiya Nisaa 및 Nabila Huda와 같은 위대한 배우들의 도전에 직면해 있다. 이에 앞서 Maya는 Osman Ali가 감독한 Anak Halal과 Ombak Rindu 영화로 여우주연상을 두 번이나 수상했다. Berita Harian과의 인터뷰에서 그는 다음과 같이 말했다:
"알함둘릴라가 이중 노미네이트 됐다. 두 편의 영화에 내 이름이 '붙었다'는 말을 듣고 조금 놀랐다. 관객들에게 긍정적인 반응을 얻었기 때문에 그냥 쥰니타 영화인 줄 알았다. 내가 아는 한, 영화 '노트', 평론가들과 영화애호가들만 보기 힘든 영화지만, 뭐니뭐니해도 이 두 작품이 노미네이트 돼 기쁘다"고 말했다"

2017년 3월에 마야가 Syamsul Yusof가 감독한 Munafik 2라는 제목의 속편 Munafik 영화에 출연한다고 발표되었다. 그는 바쁜 업무 일정으로 인해 Munafik 2에서 출연을 하차한 주연 여배우 Nabila Huda를 대체한 것으로 알려졌다. 2018년 8월 30일에 개봉된 Munafik 2는 RM43백만의 가장 높은 무대 휴식 시간을 달성하고 말레이시아에서 가장 많은 무대 휴식 시간을 모은 영화가 되면서 상업적 성공을 거두었다. 마야는 병상에 누워 있는 아버지 이맘 말렉(로슬란 살레)을 돌보는 미혼모 사키나 역을 맡았다. Sakinah에는 Aina라는 딸이 있다. 스타뉴스포털에 따르면 마야는 7년차 연기에도 불구하고 드라마보다 영화에 더 집중하고 있다. 그는 10월 20일과 21일 Panggung Bangsawan Melaka에서 상연된 Teater Tun Fatimah의 무대에서 Remy Ishak과 함께 메인 스타가 되었다.
마야는 2018년 6월에 Nam Ron, Zahiril Adzim, Chew Kin Wah, June Lojong, Afdlin Shauki, Syamsul Yusof, Bront Palarae, Shaheizy Sam 및 Puteri Balqis와 함께 Harian Metro에서 세계적으로 인정한 10명의 인기 배우 중 한 명으로 선정되었다.
2019년 2월, 그는 2020년에 상영될 예정인 Syafiq Yusof 감독의 영화 Abang Long Fadil 3에서 Zizan Razak과 함께 연기하는 것으로 알려졌다.
마야는 자히라 맥윌슨과 지잔 라작이 공동 주연을 맡은 영화 Moon and Greatest Man의 주연 배우 중 한 명이 되었으며, 여기서 그녀는 Tony 역을 맡았다.
2020년 6월, Maya는 그녀의 연기 영화 Olympic Dream으로 영국 램스게이트 국제 TV 및 영화제에서 최우수 여우주연상을 수상했으며, 이 영화는 영화제에서 공식 선택으로 선정되었다.

## 음악 경력
2001년 11월, Maya는 데뷔 앨범 Erti Cinta를 녹음하여 같은 제목의 첫 싱글을 위험에 빠뜨렸다. 이 앨범은 그를 최우수 신인 아티스트 및 최우수 비디오 부문 후보에 올랐다. 뮤직 인더스트리 어워드(Grammy Awards에 해당하는 말레이시아어). 그는 다음으로 2004년 10월에 발매된 두 번째 앨범인 Bukan Qalamaya로 출연했으며, 이는 MIG 레코드와의 마지막 앨범이었다. Maya는 2013년 6월 3일 Warner Music Malaysia와 계약을 체결하고 9년 간의 음악 활동 중단 후 싱글 "Bintang Syurga"로 컴백했다. 2014년 3월 24일, 그의 세 번째 앨범인 The always-awaited Puzzle이 발매되었다. 2014년 4월 18일 No Black Tie에서 출시되었다. 부칸 칼라마야 이후 10년 만에 첫 정규 앨범이 됐다. 이후 '테카테키' 공식 뮤직비디오도 공개돼 워너뮤직 말레이시아 공식 유튜브 채널을 통해 공개됐다.
마야는 2018년 11월 8일 Audi Mok이 만든 최신 싱글 "Gateway"를 발표했다. 래퍼 카카 아즈라프도 피처링.

## 행동주의
마야는 아버지의 영향으로 어렸을 때부터 환경에 관심이 많았다. 그는 환경 및 야생 동물 보호를 위한 다양한 캠페인에 적극적으로 참여하고 있으며 종종 말레이시아 자연 애호가 협회(MNS) 및 세계 자연 기금(WWF)과 협력한다. 그는 또한 MayaLovesNature라는 자체 환경 보전 프로그램을 소유하고 있다. 이 프로그램에는 비닐 봉지의 남용과 낭비에 대한 인식을 목표로 14개 초등학교의 22,000명의 직원이 참여하고 있다. 2012년에는 그를 정부의 새로운 재활용 이니셔티브의 대사와 Malaysian Geological Institute의 대변인으로 임명했다. 2015년 마야는 말레이시아인이 전기 자동차(EV)를 구매할 수 있도록 세금 인센티브를 다시 도입하라는 정부 청원을 지지하기 위해 100,000명의 서명을 요청했다. 이 노력은 마야가 녹색 기술을 평가하고 적용하는 임무를 우선시하는 Malaysian Green Technology Corporation(GreenTech Malaysia)의 대사로 수행된다.
2013년 10월, Maya는 Shaheizy Sam, DJ Yun, Him Law 및 Bii와 함께 Petronas가 조직한 Fueled by Fans, Powered by PRIMAX 캠페인의 홍보대사로 임명되었다. RM100, 000.
2018년 4월 16일 그는 Hans Isaac, Awal Ashaari, Neelofa, Scha Al-Yahya, Joe Flizzow, Nora Danish, Kavita Sidhu를 비롯한 여러 지역 유명 인사들과 함께 사이버 괴롭힘 및 해당 주제에 대한 가짜 뉴스 확산에 반대하는 캠페인에 참여했다. 소셜 미디어 "확실하지 않습니다 공유하지 마십시오. 거짓말이 아니라 사실을 퍼뜨리십시오". Maya는 어린이 놀이터가 아닌 쇼핑몰이 무겁게 지어지는 것에 대해 우려를 표명했다.

## 사회 및 기타 지부
유명인 및 유명 공연자로서의 마야의 인기는 2001년 Wella를 시작으로 2003년 Pantene과 Yishion(Hans Isaac과 함께)에 이어 TV 광고 모델 또는 대변인으로 다양한 주요 제품 또는 브랜드에서 그녀를 쫓는 것을 보았다. 2006년, 그는 말레이시아 통신 회사인 Celcom의 첫 번째 말레이시아 대사이자 Power Icon으로 임명되었다. 2007년까지 그녀는 Steven Gerrard, Michael Owen, Leehom Wang, Robert Pires 및 인도네시아 밴드 Peterpan과 같은 다른 유명 인사들과 역할을 공유한 Celcom의 유일한 여성 대사였다. 같은 해에 Maya는 L'Oreal Paris Malaysia의 유명한 대변인 역할을 맡았고 현재까지 미용, 화장품 및 스킨케어 제품을 보증한다. 최근 마야는 최고의 시계 브랜드인 TAG Heuer의 대변인으로 선출되었으며, 그 외에도 Dulux, Brands Innershine, Nescafe, Vono, Sorella, Halle 및 GreenTech Malaysia와 같은 여러 제품 브랜드를 지지했다.
Maya는 RM8백만 상당의 국내외 부동산에 성공적으로 투자했다. 그는 2003년 RM150,000만으로 상가와 아파트를 구입하면서 부동산 투자를 시작했다. 그는 런던에 1개, 말레이시아에 2개 등 총 8개의 부동산을 소유하고 있는 것으로 알려졌다. 그의 총 자산은 이미 800만 링깃을 초과했으며 연간 수입의 거의 절반이 임대 수익에서 나온다. 인터뷰에서 그는 "내가 부동산에 투자하는 이유 중 하나는 주택이 필요하기 때문이고 우리는 종종 자신의 집이 없는 베테랑 예술가들에 대해 읽다. 무슨 일이 일어나면 적어도 나는 생각한다. 집에 거주," Maya는 인도네시아 세계은행 직원인 아버지 Gottfried Roelcke로부터 투자에 대해 많은 것을 배웠다고 말했다.

## 사생활
이 아름다운 여배우의 사생활을 위해 마야 카린은 2008년 7월 24일 이탈리아 벨라지오에서 영국 시민인 Steven David Shorthose 또는 이슬람 이름인 Muhammad Ali와 결혼한 후 같은 해 8월 26일 케퐁에서 말레이시아 산림 연구소(FRIM)에서 리셉션을 가졌다.
그러나 편지의 진술은 그와 그의 파트너가 2010년 6월에 이혼한 것으로 알려진 모든 것을 극복했다.
그러나 2017년 8월에 배우가 페이스북과 인스타그램에서 자신이 알지 못하는 여러 사람에게 괴롭힘을 당했던 사이버 왕따의 피해자임을 밝힌 적이 있으며 알려진 바에 따르면 이 문제는 3개월 동안 계속되었다.
그러나 오늘까지 이 뉴스에 대해 더 많은 문제와 더 깊이 있는 내용을 설명하는 소스로 사용할 수 있는 새로운 뉴스가 없다.

## 출연작

### 영화
| 연도   | 제목                                           | 역할                   |
| ------ | ---------------------------------------------- | ---------------------- |
| 2001년 | Seri Dewi Malam                                | Seri                   |
| 2001년 | No Problem                                     | Rosnah                 |
| 2003년 | Mr. Cinderella 2                               | Anis                   |
| 2004년 | Pontianak Harum Sundal Malam                   | Meriam/Maria/Pontianak |
| 2004년 | 7 Perhentian                                   | Dr. Maya               |
| 2005년 | Pontianak Harum Sundal Malam 2                 | Meriam/Maria/Pontianak |
| 2007년 | Waris Jari Hantu                               | Tina                   |
| 2007년 | 1957: Hati Malaya                              | Salmi/Normala          |
| 2007년 | Anak Halal                                     | Johanna                |
| 2008년 | Duyung                                         | Puteri/Duyung          |
| 2008년 | Punggok Rindukan Bulan                         | Umi                    |
| 2009   | Pisau Cukur                                    | Bella                  |
| 2010년 | Magika                                         | Bunian                 |
| 2010년 | CUN                                            | Luna Latisha           |
| 2011년 | Ombak Rindu                                    | Izzah                  |
| 2012년 | Lagenda Budak Setan 2: Katerina                | Katerina               |
| 2014년 | Sejoli: Misi Cantas Cinta                      | Gina                   |
| 2014년 | Lagenda Budak Setan 3: Kasyah Lagenda Berakhir | Katerina               |
| 2015년 | Nota                                           | Erin                   |
| 2015년 | Jwanita                                        | Jwanita                |
| 2018년 | Olympic Dream                                  |                        |
| 2018년 | Munafik 2                                      | Sakinah                |

### 텔레비전 프로그램
| 연도          | 제목                         | 방송국    |
| ------------- | ---------------------------- | --------- |
| 2000년–2001년 | Wavelength                   | TV3       |
| 2004년        | Ratu Sehari                  | Astro RIA |
| 2005년        | Beauty Secrets From The East | TV3       |
| 2004년–2007년 | n/a                          | Channel V |
| 2010년–2011년 | Nona                         | TV3       |